# 秋田大学附属鉱業博物館
秋田大学附属鉱業博物館（あきただいがくふぞくこうぎょうはくぶつかん、Mining Museum of Akita University）は、秋田県秋田市手形にある秋田大学附属の博物館である。
なお、2016年（平成28年）現在は大学院国際資源学研究科に附属する施設であるが、過去に何度か博物館を所管する大学組織が変更されていることから、本項では秋田大学附属鉱業博物館で統一して記述する。

## 概要
1910年（明治43年）に設立された旧制秋田鉱山専門学校の列品室を淵源とする。1941年（昭和16年）に火事により列品室の全資料を焼失するが、その後新制秋田大学設立時に県からの寄付によって鉱山博物館が設立され、資料の復興がなされた。現在の博物館は鉱山学部設立50周年記念事業として1961年（昭和36年）に卒業生を中心とした寄付・協力により建設されたものである。なお、当初は鉱山学部の附属施設であったが、その後秋田大学内の機構再編にともない、1998年（平成10年）には工学資源学部附属に、2010年（平成22年）には大学院部局化にともない、大学院工学資源学研究科附属に移行し、2014年（平成26年）には国際資源学部が新設されたことにともない、国際資源学部附属に移行し、さらに2016年（平成28年）には大学院国際資源学研究科が新設されたことにともない、大学院国際資源学研究科附属となった。

## 展示
円筒形の建物の1階から3階までが展示室となっており、鉱物・鉱石の展示（1階）と、それを通した地殻活動・地球史（2階）、あるいは人類活動と鉱物資源との関わり、鉱業活動（3階）についての展示と解説を主眼としている。
1階展示室では、「鉱物・鉱石」をテーマとしており、標本の展示は約400種1500点以上に及ぶ。鉱物編ではシュツルンツ分類に沿って半円形の展示コーナーに鉱物標本が展示されており、鉱石・鉱床編ではかつて秋田県の鉱山で広く採掘された黒鉱ほか、大型の鉱石及び石炭、原油などのエネルギー資源の標本を展示している。
2階展示室では、「地球の構成と歴史」をテーマに、岩石地質編と化石編の2つの小テーマに沿って「地球の成り立ち」、「岩石」、「地球表層の諸現象」（岩石地質編）、「秋田の生い立ち」、「地球生命史」（化石編）に至る5つの展示コーナーがある。前者では隕石や岩石、地層はぎ取り標本、火山噴出物など、後者では化石等が展示されている。また、アンモナイト化石標本の八木コレクションがある。
3階展示室では、「資源開発」をテーマに資源探査から採掘、選鉱、製錬に至るまでの各過程を模型とともに展示している。また、かつて秋田県は院内銀山、阿仁鉱山、小坂鉱山、尾去沢鉱山、花岡鉱山、荒川鉱山等の各鉱山ほか、申川油田、八橋油田等の地下資源を広く採掘していたため、秋田県の鉱山史についても展示しており、大正期の石油掘削機の模型や、久保田藩による坑内の絵図等も展示している。
この他、屋外にも大型の岩石や掘削機械を展示している。

## 入館料・開館時間等
- 開館時間 
  - 9:00 - 16:00
- 休館日
  - 12月26日から翌年の1月5日まで
- 入館料
  - 一般：100円（平成25年4月1日より）
  - 高校生以下：無料

## 交通アクセス
- JR秋田駅西口より秋田中央交通バス手形山経由大学病院線「鉱業博物館入口」下車、徒歩5分

秋田駅から徒歩の場合は約30分。東口から。